# Gergely Rákosy
Gergely Rákosy (* 30. September 1924 in Budapest; † 20. April 1998 ebenda) war ein mit dem Attila-József-Preis ausgezeichneter Autor, Drehbuchautor, Journalist, freier Schriftsteller und Zeitungsredakteur.

## Leben

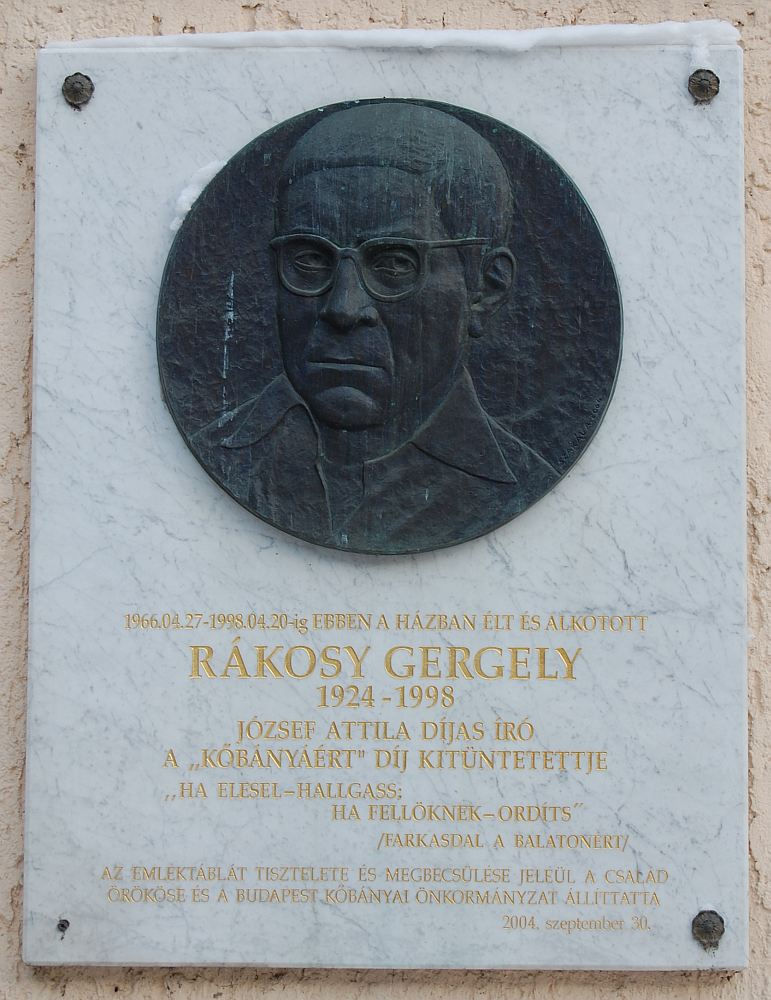
Die Gedenktafel am Eingang des Hauses 76 in der Harmat utca.

Gergely Rákosy wurde im Budapester Bezirk Zugló geboren. Er machte im Budapester Madách-Gymnasium sein Abitur und erwarb in der landwirtschaftlichen Universität in Keszthely das Diplom. Ab 1947 arbeitete er in einem Unternehmen für Pflanzenbau als Agraringenieur, war Vorgesetzter und stellvertretender Direktor. Im Jahre 1956, nach der Annahme eines Angebots des Revolutionskomitees des Komitat Zala für den Posten als Chefredakteur beim Új Zala wurde er zu acht Jahren Gefängnis verurteilt, von denen er vier in Márianosztra, Vác und Gyüjtö verbrachte. Seit 1961 war er freier Schriftsteller. Erste Schriften erschienen im Szabad Föld (Freies Feld) und im Élet és Irodalom (Leben und Literatur).
In seinen Arbeiten stellte er die Agrarpolitik der 50er Jahre satirisch dar. Er schilderte das Schicksal und die Denkweise der ländlichen Intellektuellen mit einem großen Wissen über die Realität und einer hohen psychologischen Sensibilität.
An seinem letzten Aufenthaltsort am Eingang der Harmat utca 76 in Budapest wurde 2004 eine Gedenktafel angebracht durch die Familie des Schriftstellers und der Verwaltung des X. Bezirks Budapests, wo er 32 Jahre lang lebte und arbeitete.
Gergely Rákosy verunglückte 1998 auf der Galopprennbahn im heutigen Kincsem-Park und verstarb an seinen Verletzungen des Treppensturzes einige Tage später.

## Privates
Gergely Rákosy hatte zwei Geschwister, Tessza Rákosy und Péter Rákosy.
Er war mit  Zsuzsanna Perédy (amtlich Rákosy Gergelyné) (1927–2002) verheiratet. Die Ehe blieb kinderlos. Beide verbrachten die warmen Monate am Balaton. Frau Rákosy in Fonyód-Bélatelep im Haus ihrer Eltern Carola (amtlich Perédy Nándorné) (1903–1992) und Nándor Perédy (1895–1979). Rákosy weilte dann in seinem Arbeitsdomizil in Balatonszéplak-alsó, im Haus seiner Eltern.

Begraben ist das Ehepaar zusammen auf dem Farkasréti temető in Budapest in unmittelbarer Nähe zum Grab von Béla-Bartók. Das Grab von nationaler Bedeutung wird durch die Familie gepflegt. 

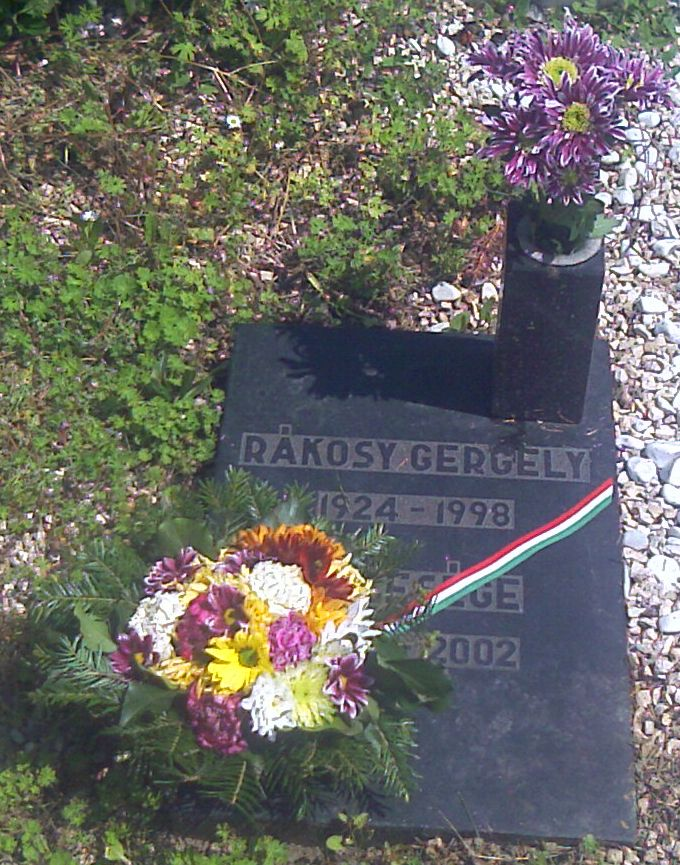
Eindeckung des Grabes der Eheleute Rákosy am 21. Mai 2016

## Werke (Auswahl)
ungarisch
- A csodálatos trombita. Märchen, Budapest, 1963
- Mondok mást. Erzählungen, Budapest, Szépirodalmi Könyvkiadó, 1966
- Elmarasztalva: Brigitte Bardot. Kurzgeschichten, Budapest, Szépirodalmi Könyvkiadó, 1968
- A kolorádóbogár. Roman, Budapest, Magvető, 1969
- Az óriástök. Romane und Kurzgeschichten, Budapest, Magvető Könyvkiadó, 1969
- A kolorádóbogár. Roman, Budapest, Magvető Könyvkiadó, 1970
- Tigrisugrás. Roman, Budapest, Magvető Könyvkiadó, 1970
- Fülüket lebegtető elefántok. Kurzgeschichten, Budapest, Szépirodalmi Könyvkiadó, 1971
- Általában hallgatunk. Kurzgeschichten, Budapest, Magvető Könyvkiadó, 1973
- Így ahogy vagytok. Satirische Schriften, Koautor mit István Csurka, Budapest, Magvető Könyvkiadó, 1972
- Hepiend. Erzählungen, Budapest, Magvető Könyvkiadó, 1975, ISBN 963-270-134-8
- A daru. Roman, Budapest, Magvető Könyvkiadó, 1976, ISBN 963-270-365-0
- Az óriástök. Tigrisugrás. Kurzgeschichten und Kurzromane, Budapest, Magvető Könyvkiadó, Szépirodalmi Könyvkiadó, 1977, ISBN 963-270-482-7, ISBN 963-15-0897-8
- Az óriástök. A daru. Tigrisugrás. Romane, Budapest, Magvető Könyvkiadó, 1979, ISBN 963-270-999-3
- Latiatuc feleym... Roman, Budapest, Magvető Könyvkiadó, Rakéta regénytár, 1980, ISBN 963-271-202-1
- Szarvashiba. Hörspiele, literarische Szenarien, Budapest, Magvető Könyvkiadó, 1980, ISBN 963-271-276-5
- Mennyből az oroszlán, Publizistische Schriften, Budapest, Magvető Könyvkiadó, 1981, ISBN 963-271-492-X
- A kolorádóbogár. Latiatuc feleym... Kurzroman, Budapest, Magvető Könyvkiadó, 1981, ISBN 963-271-516-0
- Zííí-zúúú... Kurzgeschichten, Budapest, Magvető Könyvkiadó, 1982, ISBN 963-271-576-4
- Farkasdal a Balatonért. Erzählungen, Budapest, Magvető Könyvkiadó, Rakéta regénytár, 1984, ISBN 963-14-0203-7
- Mákos tészta. Ausgewählte Kurzgeschichten, Budapest, Széphalom Könyvműhely, 1992, ISBN 963-7488-60-X
- Az óriástök. A daru. A kolorádóbogár. Kurzromane, Szekszárd, Babits Kiadó, 1999, aus Korjellemző magyar próza (Typisch ungarische Prosa) 1945–1990, ISBN 963-9015-91-1, postum, mit Nachwort von Andrea Ekler.

deutsch
- Tigersprung. Roman, übersetzt von Jörg Buschmann, Aufbau-Verlag Berlin, Weimar, 1973

## Filmografie
- 1965: Liebe ist verboten (Tilos a szerelem), Komödie, 99 min, Koautor
- 1974: Tigrisugrás, Drama, 89 min, Autor, Drehbuchautor
- 1977: Gombó kinn van, Drama, 78 min, Autor

## Auszeichnungen
- Attila-József-Preis, 1974
- Bölöni-Preis, 1985
- Kőbányáért-Preis

## Sonstiges
- Für den Standort der Gedenktafel in der Harmat utca gibt es zwei verschiedene Angaben der Hausnummer (76 oder 78). Grund dafür ist die Zählweise im betreffenden Bereich der Straße. Dort werden nur die Wohnblocks gezählt, obwohl jeder zwei getrennte Eingänge bzw. Treppenhäuser aufweist. Die amtliche Bezeichnung des ehemaligen Wohnortes wäre im ungarischen mit 76/2. (Wohnblock / Aufgang) korrekt, äquivalent im deutschen Raum mit der Hausnummer 76b. Dieser Eingang wird leicht als die Hausnummer 78 missinterpretiert.
- Der Todestag wird in einigen Quellen mit dem 21. April 1998 angegeben. Gergely Rákosy starb jedoch den Tag davor nach einer Operation infolge des Treppensturzes, ohne je wieder aufgewacht zu sein im Beisein seiner Ehefrau.[3]
- Bis zur Beisetzung seiner Ehefrau markierte ein Holzkreuz das Grab von Gergely Rákosy. Dieses wurde im Jahr 2002 durch eine Steinplatte ersetzt. Das Holzkreuz befindet sich heute im Museum für Bestattungskultur (Kegyeleti Múzeum) von Budapest.[4]
- Mitglieder der ungarischen Gruppe Fonográf schrieben 1974 für den Film "Tigrisugrás" (Tigersprung) die Filmmusik.[5] Im Jahre 2000 wurde in ihrem Album "Használat Előtt Felrázandó" (Vor Gebrauch schütteln) ein gleichnamiger Titel veröffentlicht. Es ist jedoch nicht der des Films. Ebenso schrieb Fonográf die Musik zu "Gombó kinn van" (siehe Filmografie).